# 阿野洋介
阿野 洋介（あの ようすけ、1978年11月6日 - ）は、日本の実業家、合同会社肉ソン大統領 会社代表。ラジオパーソナリティ、DJ。トリプルワン所属。

## 経歴
長崎県の五島列島に生まれ、岡山県で学生時代を過ごす。岡山商科大学法学部卒業。教師志望だったが就職氷河期で失敗し、アルバイトを経て岡山市北区にカフェをオープン。カフェ経営で成功した後、北海道好きが高じて2013年12月に拠点を札幌市に移した。北海道では、「肉ソン大統領」と「ホッカイドット」のブランドで、各種の商品展開を進めており、合同会社肉ソン大統領会社代表としての活動では、合同会社肉ソン大統領大統領補佐官を称している。トークの評判が良かったことから、ラジオパーソナリティとしても活動を始める。
利尻町の現役漁師たちによる日本最年長ヒップホップグループ「リーシリーボーイズ」のプロデュースを手がけた。

## 人物
- 趣味 : 旅
- 特技 : 太鼓持ち
- 好きな食べ物 : ソフトクリーム、ザンギ
- 嫌いな食べ物 : 納豆
- 好きなこと : おふざけ

## 出演

### ラジオ番組
AIR-G'
- にーはち.スポーツ（毎週月曜19:30 - 20:00）
- ジャジャジャジャジャパン（毎週土曜25:00 - 26:00）
- Be My Radio（毎週月・火曜 12:00 - 15:55）
  - EZO CLUB RADIO（毎週火曜12:30 - 12:55）
- LOVE CONSADOLE（毎週木曜 19:00 - 19:30）
- まちのミライ RADIO（毎週土曜 20:00 - 20:30）